# Mycterophallus dichropus
Mycterophallus dichropus är en skalbaggsart som beskrevs av Lansberge 1880. Mycterophallus dichropus ingår i släktet Mycterophallus och familjen Cetoniidae.

## Underarter
Arten delas in i följande underarter:
- M. d. laticollis
- M. d. cuprescens
- M. d. diaphana